# Eddie Gorodetsky
Eddie Gorodetsky est un acteur, scénariste et producteur américain né le 6 novembre 1956 à Providence au Rhode Island.

## Filmographie

### Scénariste
- 1982 : SCTV Network 90 (9 épisodes)
- 1984 : Late Night with David Letterman (23 épisodes)
- 1986-1987 : Saturday Night Live (20 épisodes)
- 1987 : Cruel Tricks for Dear Friends
- 1988 : ALF Tales (1 épisode)
- 1988 : Ron Reagan Is The President's Son
- 1990 : Don't Try This at Home!
- 1991 : Saturday Night Live: The Best of Robin Williams
- 1992 : Vinnie & Bobby (2 épisodes)
- 1992 : Batman (1 épisode)
- 1993-1995 : Le Prince de Bel-Air (6 épisodes)
- 1995-1997 : Salut les frangins (5 épisodes)
- 1997 : Mr. Vegas All-Night Party Starring Drew Carey
- 1999-2002 : Dharma et Greg (16 épisodes)
- 2002 : According to Jim (1 épisode)
- 2003-2013 : Mon oncle Charlie (134 épisodes)
- 2004 : The 30th Annual People's Choice Awards
- 2011 : The Big Bang Theory (5 épisodes)
- 2013-2018 : Mom (169 épisodes)
- 2019-2022 : Bob Hearts Abishola (50 épisodes)

### Acteur
- 1989 : Penn and Teller Get Killed : le gros
- 1990 : Seriously… Phil Collins : George le producteur délégué
- 1993 : Down the Shore : Ozzie (1 épisode)
- 1994 : Le Prince de Bel-Air : M. Considine (1 épisode)
- 1996 : Salut les frangins : le boucher (1 épisode)
- 2003 : Masked and Anonymous : Bacchus
- 2003-2009 : Mon oncle Charlie : Doug et Sir Lancelot (3 épisodes)
- 2022 : Glass Onion : Une histoire à couteaux tirés de Rian Johnson : Dr Peter Clayton

### Producteur
- 1992 : Def Comedy Jam (1 épisode)
- 1994-1995 : Le Prince de Bel-Air (25 épisodes)
- 1995-1997 : Salut les frangins (37 épisodes)
- 1997 : Hitz (7 épisodes)
- 1998-1999 : Les Frères Wayans (22 épisodes)
- 1999-2001 : Dharma et Greg (71 épisodes)
- 2002-2003 : Family Affair (14 épisodes)
- 2002-2003 : Greetings from Tucson (21 épisodes)
- 2003-2013 : Mon oncle Charlie (220 épisodes)
- 2010-2014 : The Big Bang Theory (71 épisodes)
- 2013-2021 : Mom (170 épisodes)
- 2018-2019 : La Méthode Kominsky (16 épisodes)
- 2019 : Bob Hearts Abishola (1 épisode)
- 2021-2022 : Call Me Kat (14 épisodes)